# Jean de Limoges
Pour les articles homonymes, voir Limoges (homonymie).
Jean de Limoges (Johannes Lemovicensis)) est un auteur français du XIIIe siècle, membre de l'université de Paris avant d'entrer dans l'ordre cistercien à Clairvaux.
Il est l'auteur du Somnium morale pharaonis, texte d'une grande renommée au Moyen Âge (plus d'une centaine de manuscrits). Ce texte épistolaire, qui imagine la correspondance entre Joseph, Pharaon et ses conseillers, a longtemps constitué un modèle pour l'ars dictaminis, puis pour l'enseignement de la grammaire latine. 

## Œuvres
- Somnium morale pharaonis dans Johannis Lemovicensis, abbatis de Zirc 1208-1218. Opera omnia, t. I, par Constantino Horváth, Veszprém, Egyhazmegyei Könyvnyomda, 1932, p. 71-126.